# روض الفرج (فلم)
روض الفرج  فيلم دراما مصري للمخرج عبد الفتاح مدبولي عام 1987 عن قصة الروائي جابر عبد السلام، أعدها سينمائياً وكتب السيناريو والحوار المؤلف والسيناريست والمخرج الإذاعي محمد عثمان. الفيلم من بطولة فريد شوقي، مجدي وهبة، ناهد يسري، سعيد عبدالغني، فريدة سيف النصر، وتحية كاريوكا  وتدور الأحداث حول الشاب حسين الذي يعود لأرض الوطن بعد غياب طويل ليكتشف غموضاً كبيراً حول موت والده بعد إفلاسه، وتقوده الأبحاث إلى مؤامرة راح ضحيتها الوالد.
صدر الفيلم إلى دور العرض المصرية في 28 مايو 1987. الموافق لعيد الفطر 1407 هـ.
منح موقع قاعدة بيانات الأفلام العربية "السينما.كوم" الفيلم درجة 5.1/ 10.

## طاقم التمثيل
فريد شوقي: في دور المعلم قاسم أبو شومة
مجدي وهبة: في دور حسين بدوي السوهاجي
ناهد يسري: في دور فاطمة (ابنة خال حسين)
سعيد عبد الغني: المعلم سعفان الديروطي
فريدة سيف النصر: في دور نوسة (زوجة المعلم أبو شومة الثانية)
تحية كاريوكا: في دور زوجة المعلم أبو شومة الأولى
علية عبد المنعم: في دور أم حسين
عزت عبد الجواد: في دور خال حسين
سامي سرحان: في دور حامد (المحتال عشيق نوسة السابق)
حلمي الغمراوي: في دور معلم بالسوق
عادل أبو الغيط: من رجال أبو شومة
مطاوع عويس: من رجال أبو شومة
كتكوت الأمير: في دور المغني
فكري القناوي: في دور المطرب الشعبي
بالاشتراك مع: حسان اليماني – صالح العويل.

## أحداث الفيلم
يعود حسين بدوي (مجدي وهبة) بعد غياب 12 سنة وتستقبله في المطار ابنة خاله فاطمة (ناهد يسري) وحبيبته التي كانت تنتظر عودته لإتمام زواجهما. يفاجأ حسين بأن والده التاجر الثري، في سوق روض الفرج للخضار، بدوي السوهاجي قد مات بعد أن أفلست تجارته وبيعت كل ممتلكاته بالمزاد العلني وانتقلت والدته (علية عبد المنعم) للإقامة مع شقيقها (عزت عبد الجواد)، وقد ساوره الشك من خلال ما يسمعه من أحاديث عن والده مع كل من في السوق بحيث شعر بأن هنالك شيئا ما وراء هذا الموت المفاجئ. وتقوده حاسة الشك إلى المعلم قاسم أبو شومة (فريد شوقي) أكبر تاجر في سوق الخضار ورجاله (عادل أبو الغيط) و(مطاوع عويس)، لكن المعلم أبو شومة ليس سهلا فيقرر حسين أن يقترب منه أكثر وأن يعمل عنده محاسبا لعله يستطيع أن يكتشف سر الغموض حول موت والده ومن الذي كان وراء عملية الإفلاس التي أصابته وذلك لكي يضرب ضربته وينتقم لوالده، وتستاء فاطمة من هذا العمل البسيط والمهين لزوج المستقبل.
يحاول المعلم أبو شومة احتواء حسين وتقريبه له أكثر. يضغط المعلم أبو شومة على حسين ليسايره في إستخدام المخدرات، ولكن حسين يرفض، كما يصطحبه المعلم لزيارة زوجته (تحية كاريوكا) التي تبدو لا تعرف أي شيء عما حدث للمعلم بدوي. يتعرض بعض الرجال للمعلم أبو شومة ولكن حسين يتصدى لهم وينقذه، وتزداد ثقة أبو شومة في حسين ويصطحبه لبيت زوجته الثانية نوسة (فريدة سيف النصر) التي كانت على علاقة بحسين قبل سفره للخارج وأيضا كانت على علاقة بالشاب المحتال حامد (سامي سرحان) الذي يهددها ويبتز أموالها كي لا يصرح لزوجها بتاريخها وعلاقاتها القديمة وقت أن كان اسمها انصاف. بمرور الأيام يبدأ المعلم أبو شومة بالثقة بحسين ويطلعه على أسراره وتتلاقى رغبة حسين في الانتقام من المعلم أبو شومة مع المعلم سعفان الديروطي (سعيد عبد الغني) ويقدم المعلم سعفان الدليل لحسين على أن المعلم أبو شومة كان وراء موت والده وتنتهى الأحداث بانهيار عرش أبو شومة فجأة ويعود حسين ليمثل مكان والده في سوق الخضار من جديد.

## وصلات خارجية
- مقالات تستعمل روابط فنية بلا صلة مع ويكي بيانات
- روض الفرج على موقع الدهليز